# Sanskrit bouddhique hybride
Le sanskrit bouddhique hybride (SBH) est une catégorie linguistique moderne qui désigne une variété de sanskrit utilisée dans une série de textes bouddhistes indiens, tels que les sutras de la Perfection de la Sagesse. Le SBH est classé dans les langues indo-aryennes moyennes.

## Origine
Avant le sanskrit bouddhique hybride, les enseignements sanskrits étaient généralement consignés en langue pali (pāli). Le pali était courant à l'époque du Bouddha. On pense que ses enseignements ont été mis par écrit pour la première fois en pali par des bouddhistes du courant Theravada.
Le sanskrit bouddhique hybride a bientôt occupé une place de choix dans la littérature et la philosophie en Inde. Les moines bouddhistes ont développé cette langue, tout en restant marqués par la l'influence tradition linguistique issue du prakrit proto-canonique de la tradition orale primitive. S'il existe des théories très différentes concernant la relation entre le sanskrit bouddhique hybride et le pali, on peut affirmer avec certitude qu'aucune langue indienne est aussi proche du sanskrit bouddhique hybride que le pali,,.
K. R. Norman (en), spécialiste connu (et reconnu) entre autres pour ses travaux sur le sanskrit bouddhique hybride et sur le pali, s'est concentré principalement sur la compréhension des premiers textes bouddhistes et leur développement; il a comparé le pali, le sanskrit bouddhique hybride et le prakrit. Selon lui, le sanskrit bouddhique hybride pourrait également être considéré comme une forme de pali. Une hypothèse qui s'oppose à celle de Franklin Edgerton (en), pour qui le pali est par essence un prakrit.

## Lien avec le sanskrit et le pali
Dans bien des cas, lorsque le sanskrit bouddhique hybride diffère du sanskrit, il se rapproche du pali, quand il n'est pas identique à ce dernier. Loin d'être des réécritures ou des traductions d'œuvres déjà existantes en pali ou dans d'autres langues, la plupart des œuvres en SBH qui nous sont parvenues ont été initialement écrites dans cette langue. Toutefois, certaines œuvres antérieures, principalement issues de l'école Mahāsāṃghika, utilisent une forme de « sanskrit mixte » dans laquelle le prakrit original a été incomplètement sanskritisé, les formes phonétiques étant modifiées en versions sanskrites, tandis que la grammaire du prakrit étant conservée. À titre d'exemple, le terme prakrit bhikkhussa, singulier possessif de bhikkhu (moine, mot apparenté au sanskrit bhikṣu) n'est pas converti en bhikṣoḥ, comme il le serait en sanskrit, mais changé en bhikṣusya.
Tant l'utilisation de l'expression que sa définition reposent grandement sur les travaux de Franklin Edgergon. L'étude du sanskrit bouddhique hybride dans la recherche contemporaine est surtout liée à l'étude des textes bouddhiques utilisant cette lange, ainsi qu'à l'étude du développement des langues indo-aryennes. C'est que, en comparaison avec le pali et le sanskrit classique, le sanskrit bouddhique hybride a été relativement peu étudié, en partie du fait d'un nombre relativement restreint de textes dans cette langue qui nous parvenus, mais aussi à cause de l'opinion de certains chercheurs selon lesquels les différences entre SBH et sanskrit ne sont pas assez marquées pour faire du SBH catégorie linguistique distincte. Edgerton note qu'une personne lisant de la littérature bouddhique en sanskrit (en) hybride « rencontrera rarement des formes ou des expressions qui sont clairement agrammaticales, ou du moins plus agrammaticales que, par exemple, le sanskrit des épopées, qui s'écarte aussi des règles strictes du grammairien Pāṇini. Pourtant, chaque paragraphe contiendra des mots et des tournures d'expression qui, bien que formellement irréprochables (...), ne seraient jamais utilisés par un écrivain non bouddhiste. »
Edgerton soutient que presque toutes les œuvres bouddhiques en sanskrit, du moins jusqu’à une période tardive, appartiennent à une tradition linguistique continue et largement unitaire. La langue de ces œuvres est distincte de la tradition du sanskrit brahmanique et remonte en fin de compte à une forme semi-sanskritisée du prakrit proto-canonique. Le vocabulaire bouddhiste particulier du sanskrit bouddhique hybride est la preuve que ce dernier dépend d'une tradition linguistique distincte du sanskrit standard (entre autres arguments avancés par Edgerton). Par ailleurs, les auteurs bouddhistes brahmaniques qui utilisaient le sanskrit brahmanique standard étaient peu nombreux. Ce groupe semble avoir été composé de convertis qui avaient reçu une formation brahmanique dans leur jeunesse avant de se tourner vers au bouddhisme, comme Asvaghosa.
Nombre de mots sanskrits, ou d'utilisations particulières de mots sanskrits, ne se trouvent que dans des ouvrages bouddhiques. On relève également en pali une proportion marquée de ces mots. Selon Edgerton, cela semble prouver que la plupart d'entre eux appartiennent au vocabulaire spécial du prakrit bouddhiste protocanonique

## Le sanskrit classique dans la littérature bouddhique
Le sanskrit n'apparaît pas dans les textes bouddhiques uniquement sous une forme hybride. Certaines œuvres traduites, comme celles de l’école Sarvāstivādin, ont été rédigées en sanskrit classique. Ultérieurement, il y eut aussi des œuvres composées directement en sanskrit et écrites dans un style plus simple que la littérature classique, ainsi que des œuvres de kavya dans le style classique orné comme le Buddhacarita.

## Extension de l'expression
On a vu également apparaître les notions de « chinois bouddhique hybride » et  d'« anglais hybride bouddhiste », dans le but de décrire des styles de langage particuliers utilisés dans les traductions de textes bouddhistes.